# Lituano-Slavica Posnaniensia. Studia historica
Lituano-Slavica Posnaniensia. Studia historica – rocznik historyczny ukazujący się od 1985 w Poznaniu. Wydawcą jest Uniwersytet im. Adama Mickiewicza w Poznaniu. W roczniku publikowane są artykuły naukowe, recenzje, materiały dotyczące dziejów ziem Wielkiego Księstwa Litewskiego. 

## Historia
Pierwszy komitet redakcyjny utworzyli w 1984 roku:
- Juliusz Bardach
- Henryk Łowmiański
- Czesław Kudzinowski
- Jerzy Ochmański
- Zbysław Wojtkowiak

Pierwszy numer został przyjęty do druku w październiku 1984, zaś formalnie ukazał się w listopadzie 1985 w nakładzie 800 egzemplarzy, dzięki publikacji w wydawnictwie UAM. 15 kolejnych numerów ukazało się do 2013 roku. Od 16 tomu pismo ukazuje się w formie zbioru studiów.